# 北京大运河博物馆
北京大运河博物馆（首都博物馆东馆），又名运河之舟，位于北京市通州区城市绿心森林公园北侧，是北京城市副中心三大建筑之一，2023年12月27日建成启用。首博东馆设计具有收藏保管、开放式展陈、科学研究、社会教育、文保修复的功能。

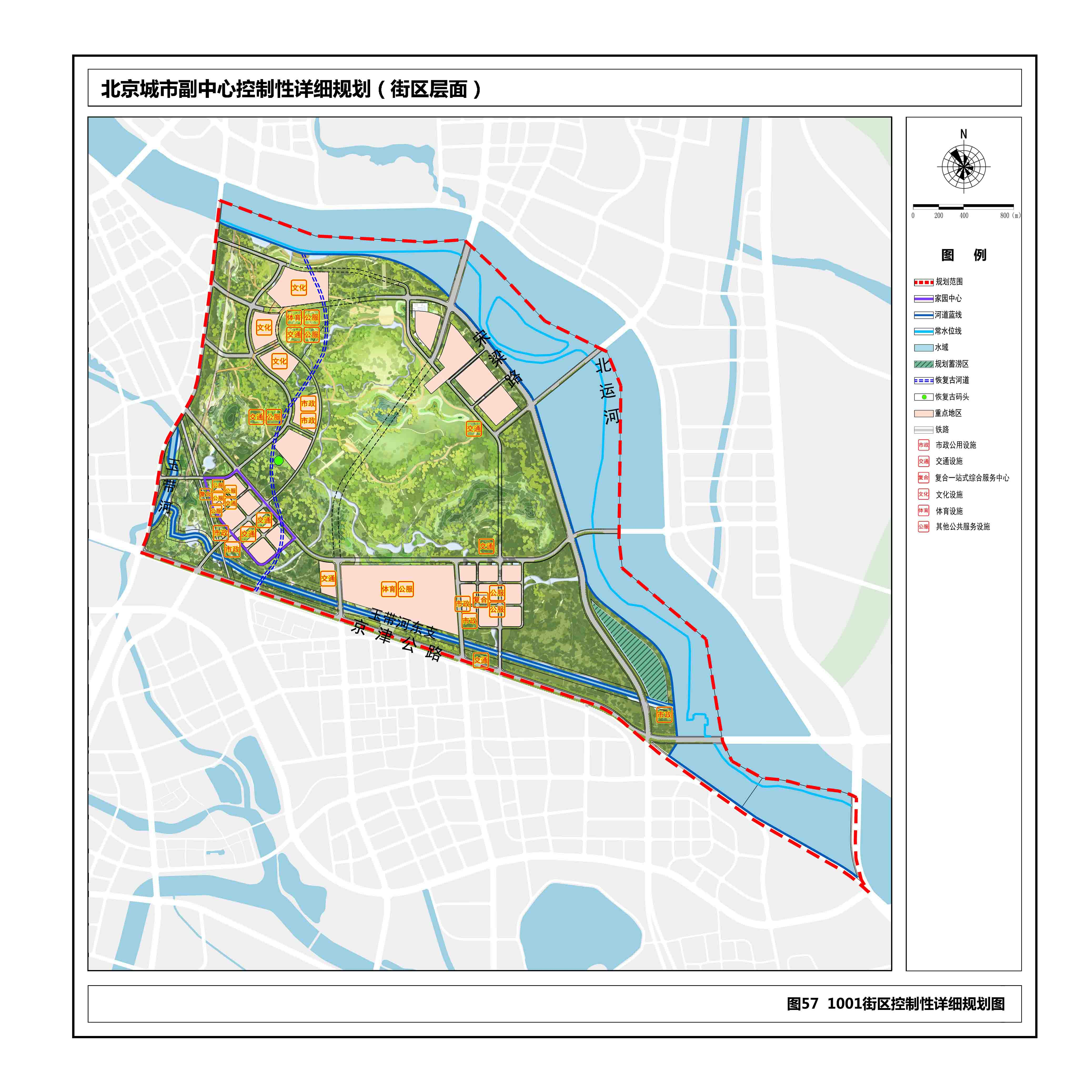
《北京城市副中心控制性详细规划（街区层面）（2016年—2035年）》 1001街区规划图则

## 结构
首博东馆总建筑面积约9.7万平方米，“设计理念源于古运河图景中的船、帆、水三个元素，以运河历史文化融入建筑，南侧形似巨帆，高高扬起；北侧形如船只，坚实厚重，描绘出一幅运河图景”。博物馆扩大开放区域比例，提高了参观者的参与度。

## 建设
由北京城市副中心投资建设集团有限公司代建、北京城建集团有限责任公司承建，合同额12.81亿元。三大建筑2019年10月底开建，2021年春节前已经冲出地面，预计2021年年底外立面亮相，2022年底完工。